# جشمة درة (كوهمرة خامي)
جشمة درة (بالفارسية: چشمه دره) هي قرية تقع في إيران في قسم كوهمرة خامي الريفي. يقدر عدد سكانها بـ 32 نسمة بحسب إحصاء 2016.